# تپه قلعه سفید
تپه قلعه سفید مربوط به سده‌های میانه دوران‌های تاریخی پس از اسلام است و در شهرستان زهک، بخش جزینک، دهستان جزینک، ۷۰۰ متری غرب روستای فیروزآباد واقع شده و این اثر در تاریخ ۲۷ اسفند ۱۳۸۷ با شمارهٔ ثبت ۲۶۵۲۹ به‌عنوان یکی از آثار ملی ایران به ثبت رسیده است.